# Ford Model K
Ford Model K — автомобіль виробництва американської автомобілебудівної компанії «Ford». Модель було запущено у виробництво у 1906 році і вона замінила попередника «Ford Model B» аналогічного класу.

## Характеристики
«Model К» призначалась для верхнього сегменту ринку і мала шестициліндровий рядний двигун з чавунним литим блоком циліндрів (компанія використовувала двигун цього типу до 1941), потужністю 40 к.с. (29,4 кВт). Шасі з колісною базою у 2896 мм використовувалось і для кузовів туристського типу, і для родстерів. Заводський колір — королівський синій.

## Зняття з виробництва
«Model K» була провальною. Тут зіграло свою роль те, що машина мала високу ціну (від 2500 до 3000 доларів) при низькій якості складання. Компанія «Форд» була відомою у першу чергу, як виробник недорогих автомобілів, і ті, хто хотів придбати автомобіль вищого класу, обирали марки інших виробників. Виробництво було згорнуте у 1908 році після виготовлення 900 автомобілів. 
Провал лінійки автомобілів високого класу, у тому числі «Model B» та «Model K», став причиною двох найважливіших змін у компанії «Ford»: у наступні два десятиліття Генрі Форд зосередився на виробництві автомобілів середнього класу(«Ford Model T»), а також в результаті виходу Александера Малькомсона (англ. Alexander Malcomson), одного з партнерів із числа засновників компанії, Г. Форд став головним акціонером компанії і міг самостійно обирати стратегію подальшого розвитку.